# Władimir Milukow
Władimir Aleksandrowicz Milukow (ros. Владимир Александрович Милюков, ur. 16 marca 1923 w miejscowości Nowogiriejewo w powiecie moskiewskim w guberni moskiewskiej, obecnie część Moskwy, zm. 7 maja 1980 w Moskwie) – radziecki lotnik wojskowy, Bohater Związku Radzieckiego (1946).

## Życiorys
Do 1939 skończył 8 klas szkoły, pracował w fabryce, w 1941 ukończył aeroklub, od marca 1941 służył w Armii Czerwonej. Uczył się w wojskowej lotniczej szkole pilotów w Kirowabadzie i Bałaszowie (do 1943) i został lotnikiem rezerwowego pułku lotniczego w Czapajewsku. Od grudnia 1943 do maja 1945 brał udział w wojnie z Niemcami jako lotnik i dowódca klucza pułku lotnictwa szturmowego 2 Gwardyjskiej Dywizji Lotnictwa Szturmowego 16 Armii Powietrznej Frontu Białoruskiego i 1 Frontu Białoruskiego, uczestniczył w operacji rogaczowsko-żłobińskiej, białoruskiej, warszawsko-poznańskiej i berlińskiej, samolotem Ił-2 wykonując 138 zwiadowczych i szturmowych lotów bojowych. Po wojnie był dowódcą klucza i zastępcą dowódcy eskadry w Grupie Wojsk Radzieckich w Niemczech i Nadmorskim Okręgu Wojskowym, w 1955 ukończył centralne kursy doskonalenia nawigatorów Sił Powietrznych w Krasnodarze i został nawigatorem eskadry pułku lotnictwa szturmowego w Kijowskim Okręgu Wojskowym, w lipcu 1957 został zwolniony do rezerwy w stopniu kapitana, w 1975 otrzymał stopień majora.

## Odznaczenia
- Złota Gwiazda Bohatera Związku Radzieckiego (15 maja 1946)
- Order Lenina (15 maja 1946)
- Order Czerwonego Sztandaru (dwukrotnie – 17 września 1944 i 15 listopada 1944)
- Order Wojny Ojczyźnianej I klasy (4 lutego 1945)
- Order Czerwonej Gwiazdy (dwukrotnie – 30 czerwca 1944 i 30 grudnia 1956)
- Medal „Za zwycięstwo nad Niemcami w Wielkiej Wojnie Ojczyźnianej 1941–1945”
- Medal „Za wyzwolenie Warszawy”
- Medal „Za zdobycie Berlina”
- Medal za Odrę, Nysę, Bałtyk (Polska Ludowa)